# Influence soviétique sur le mouvement pour la paix
 (juillet 2020).
La mise en forme du texte ne suit pas les recommandations de Wikipédia : il faut le « wikifier ».
Les points d'amélioration suivants sont les cas les plus fréquents. Le détail des points à revoir est peut-être précisé sur la page de discussion.
- Les titres sont pré-formatés par le logiciel. Ils ne sont ni en capitales, ni en gras.
- Le texte ne doit pas être écrit en capitales (les noms de famille non plus), ni en gras, ni en italique, ni en « petit »…
- Le gras n'est utilisé que pour surligner le titre de l'article dans l'introduction, une seule fois.
- L'italique est rarement utilisé : mots en langue étrangère, titres d'œuvres, noms de bateaux, etc.
- Les citations ne sont pas en italique mais en corps de texte normal. Elles sont entourées par des guillemets français : « et ».
- Les listes à puces sont à éviter, des paragraphes rédigés étant largement préférés. Les tableaux sont à réserver à la présentation de données structurées (résultats, etc.).
- Les appels de note de bas de page (petits chiffres en exposant, introduits par l'outil «  Source ») sont à placer entre la fin de phrase et le point final[comme ça].
- Les liens internes (vers d'autres articles de Wikipédia) sont à choisir avec parcimonie. Créez des liens vers des articles approfondissant le sujet. Les termes génériques sans rapport avec le sujet sont à éviter, ainsi que les répétitions de liens vers un même terme.
- Les liens externes sont à placer uniquement dans une section « Liens externes », à la fin de l'article. Ces liens sont à choisir avec parcimonie suivant les règles définies. Si un lien sert de source à l'article, son insertion dans le texte est à faire par les notes de bas de page.
- La présentation des références doit suivre les conventions bibliographiques. Il est recommandé d'utiliser les modèles {{Ouvrage}}, {{Chapitre}}, {{Article}}, {{Lien web}} et/ou {{Bibliographie}}. Le mode d'édition visuel peut mettre en forme automatiquement les références.
- Insérer une infobox (cadre d'informations à droite) n'est pas obligatoire pour parachever la mise en page.

Pour une aide détaillée, merci de consulter Aide:Wikification.
Si vous pensez que ces points ont été résolus, vous pouvez retirer ce bandeau et améliorer la mise en forme d'un autre article.
Pendant la guerre froide (1947–1991), lorsque l'Union soviétique et les États-Unis étaient engagés dans une course aux armements, l'Union soviétique a promu sa politique étrangère par le biais du Conseil mondial de la paix et d'autres organisations de façade. Certains auteurs ont affirmé que cela avait également influencé les groupes de paix non alignés en Occident, bien que la CIA et le MI5 aient douté de l'étendue de l'influence soviétique.

## Le Conseil Mondial de la Paix
Le Conseil mondial de la paix (World Peace Council - WPC) a été créé par le Parti communiste soviétique en 1948-1950 pour promouvoir la politique étrangère soviétique et faire campagne contre les armes nucléaires à une époque où seuls les États-Unis en possédaient. Le WPC était dirigé par le Département international du Parti communiste soviétique via le Comité de paix soviétique membre du WPC. Le WPC et ses membres ont adopté la ligne établie par le Cominform selon laquelle le monde était divisé entre l'Union soviétique éprise de paix et les États-Unis bellicistes. Des années 1950 à la fin des années 1980, l'Union soviétique a utilisé de nombreuses organisations associées au WPC pour diffuser sa vision de la paix. Elles comprenaient :
- Conférence de la paix chrétienne
- Fédération internationale des résistants
- Institut international pour la paix
- Organisation internationale des avocats démocrates
- Organisation internationale des journalistes
- Union internationale des étudiants
- Fédération mondiale de la jeunesse démocratique
- Fédération mondiale des travailleurs scientifiques
- Fédération syndicale mondiale
- Fédération internationale démocratique des femmes
- Mouvement d'espéranto pour la paix dans le monde[2],[3]

En octobre 1981, les autorités danoises ont expulsé Vladimir Merkulov, le deuxième secrétaire de l'ambassade soviétique et agent du KGB, qu'elles ont accusé d'avoir remis de l'argent à Arne Herløv Petersen, membre de la filiale danoise du WPC, le Copenhagen-based Liaison Committee for Peace and Security, pour financer une campagne de presse appelant à la création d'une zone nordique exempte d'armes nucléaires.
D'autres organisations internationales pour la paix auraient également été associées au WPC. On dit que les Médecins internationaux pour la prévention de la guerre nucléaire avaient «des membres qui se chevauchent et des politiques similaires» au WPC. Les conférences de Pugwash sur la science et les affaires mondiales et les conférences de Dartmouth auraient été utilisées par les délégués soviétiques pour promouvoir la propagande soviétique. Joseph Rotblat, l'un des dirigeants du mouvement Pugwash, a déclaré qu'il y avait quelques participants aux conférences de Pugwash de l'Union soviétique "qui ont manifestement été envoyés pour pousser la ligne du parti, mais la majorité étaient de véritables scientifiques et se comportaient comme tels",.
La principale activité du WPC était d’organiser des conférences internationales sur la paix avec des milliers de participants. Le WPC a condamné l'action militaire occidentale, les essais d'armements et d'armes, mais s'est abstenu de critiquer les agressions soviétiques. Par exemple, en 1956, il a condamné la guerre de Suez mais pas l'intervention soviétique en Hongrie.
En raison de la propagande énergique du WPC à partir de la fin des années 1940, avec ses grandes conférences et son financement soviétique, certains observateurs n'ont vu aucune différence entre un activiste pour la paix et un communiste. Certains ont dit que le mouvement pour la paix en Occident, distinct du WPC, était influencé ou même dirigé par lui, par exemple. Le président américain Ronald Reagan a déclaré que les manifestations de paix en Europe en 1981 étaient parrainées par le WPC, et le transfuge soviétique Vladimir Bukovsky a affirmé qu'elles étaient coordonnées au Parlement mondial des peuples de la paix de 1980 du WPC à Sofia. Le FBI a rapporté au Comité permanent des renseignements de la Chambre des États-Unis que le Conseil de paix des États-Unis, affilié au WPC, était l'un des organisateurs d'une grande manifestation pour la paix en 1982 à New York, tout en affirmant que le KGB n'avait pas manipulé le mouvement américain "de manière significative".
À l'apogée du WPC, de la fin des années 1940 au début des années 1960, la coopération entre les groupes occidentaux et le WPC était en fait très limitée parce que le mouvement non aligné "était constamment menacé d'être terni par l'association avec les groupes soviétiques ". De nombreux individus et organisations "ont soigneusement évité les contacts avec les communistes et les compagnons de route". Dès 1949, le World Pacifist Meeting a mis en garde contre une collaboration active avec les communistes. Les délégués occidentaux aux conférences du WPC qui tentaient de critiquer l'Union soviétique ou la défense par le WPC des armements russes se faisaient réduire au silence  et se sont progressivement dissociés du WPC. Enfin, après la confrontation entre les délégués occidentaux et soviétiques au Congrès mondial de 1962 pour la paix et le désarmement, organisée par le WPC à Moscou, quarante organisations non alignées ont décidé de former un nouvel organisme international, la Confédération internationale pour le désarmement et la paix, à laquelle les délégués soviétiques n'ont pas été invités.
Rainer Santi, dans son histoire du Bureau international de la paix, écrit que le WPC "a toujours eu du mal à obtenir la coopération des organisations de paix d'Europe occidentale et d'Amérique du Nord en raison de son affiliation évidente avec les pays socialistes et de la politique étrangère de l'Union soviétique. Particulièrement difficile à digérer, c'est qu'au lieu de critiquer la reprise unilatérale des essais nucléaires atmosphériques par l'Union soviétique en 1961, la WPC a publié une déclaration la rationalisant. En 1979, le Conseil mondial de la paix a expliqué l'invasion soviétique de l'Afghanistan comme un acte de solidarité face à l'agression chinoise et américaine contre l'Afghanistan". Un ancien secrétaire du WPC a laissé entendre qu'il n'avait tout simplement pas réussi à se connecter avec le mouvement de paix occidental. Il aurait utilisé la plupart de ses fonds pour des voyages internationaux et de somptueuses conférences sans avoir beaucoup d'informations sur les groupes de paix occidentaux. Son siège se trouvait à Helsinki mais il n'avait aucun contact avec les organisations de paix finlandaises.

## Revendications d'une influence soviétique plus large
Des organisations conservatrices et des écrivains et transfuges du renseignement soviétique ont parfois affirmé que le mouvement de paix non aligné était contrôlé par l'Union soviétique, bien que les agences de renseignement occidentales n'aient trouvé aucune preuve d'une influence directe.
En 1951, le comité de la Chambre sur les activités non américaines a publié The Communist "Peace" Offensive (l'offensive communiste "Peace"), qui détaillait les activités du WPC et de nombreuses organisations affiliées. Il énumère des dizaines d'organisations américaines et des centaines d'Américains qui ont participé à des réunions, des conférences et des pétitions pour la paix. Il a noté, "que certaines des personnes qui sont ainsi décrites dans le texte ou l'annexe ont retiré leur soutien et / ou leur affiliation à ces organisations lorsque le caractère communiste de ces organisations a été découvert. Il peut également y avoir des personnes dont les noms ont été utilisés comme sponsors ou affiliés de ces organisations sans autorisation ni connaissance des personnes impliquées".
En 1982, la Fondation du patrimoine a publié ''Moscow and the Peace Offensive (Moscou et l'offensive de paix), qui a déclaré que les organisations de paix non alignées préconisaient des politiques de défense et de désarmement similaires à celles de l'Union soviétique. Elle a fait valoir que "les pacifistes et les chrétiens concernés avaient été entraînés dans la campagne communiste, ignorant en grande partie son véritable parrainage".
Le transfuge russe GRU Stanislav Lunev a déclaré dans son autobiographie que "le GRU et le KGB ont aidé à financer à peu près tous les mouvements et organisations anti-guerre en Amérique et à l'étranger", et que pendant la guerre du Vietnam, l'URSS a donné 1 milliard de dollars aux mouvements anti-guerre américains, plus qu'il n'en a donné au VietCong bien qu'il n'identifie aucune organisation par son nom. Lunev a décrit cela comme une "campagne extrêmement réussie et qui en valait bien le coût". L'ancien officier du KGB, Sergei Tretyakov, a déclaré que le Comité de paix soviétique avait financé et organisé des manifestations en Europe contre des bases américaines. Selon le magazine Time, un responsable du département d'État américain a estimé que le KGB aurait dépensé 600 millions de dollars pour l'offensive de paix jusqu'en 1983, canalisant des fonds par le biais des partis communistes nationaux ou du Conseil mondial de la paix "vers une multitude de nouvelles organisations anti-guerre qui, en dans de nombreux cas, auraient refusé l'aide financière si elles en connaissaient la source". Richard Felix Staar dans son livre Politiques étrangères de l'Union soviétique dit que les mouvements de paix non communistes sans liens manifestes avec l'URSS étaient "virtuellement contrôlés" par elle. Lord Chalfont a affirmé que l'Union soviétique donnait au mouvement européen pour la paix 100 millions de livres sterling par an. La Fédération des étudiants conservateurs (FCS) a allégué le financement soviétique de CND.
Les plans américains à la fin des années 1970 et au début des années 1980 pour déployer des missiles Pershing II en Europe occidentale en réponse aux missiles soviétiques SS-20 étaient controversés, incitant Paul Nitze, le négociateur américain, à suggérer un plan de compromis pour les missiles nucléaires en Europe dans le célèbre "marchez dans les bois" avec le négociateur soviétique Yuli Kvitsinsky, mais les Soviétiques n'ont jamais répondu. Kvitsinsky écrira plus tard que, malgré ses efforts, la partie soviétique n'était pas intéressée par le compromis, calculant plutôt que les mouvements de paix en Occident forceraient les Américains à capituler.
En novembre 1981, la Norvège a expulsé un agent présumé du KGB qui avait offert des pots-de-vin aux Norvégiens pour les inciter à écrire des lettres aux journaux dénonçant le déploiement de nouveaux missiles de l'OTAN.
En 1985, le magazine Time a noté "les soupçons de certains scientifiques occidentaux selon lesquels l'hypothèse de l'hiver nucléaire avait été promue par Moscou pour donner aux groupes antinucléaires des États-Unis et de l'Europe de nouvelles munitions contre l'accumulation d'armes américaines". Sergei Tretyakov a affirmé que les données derrière le scénario de l'hiver nucléaire ont été truquées par le KGB et diffusées à l'ouest dans le cadre d'une campagne contre les missiles Pershing II. Il a dit que le premier article évalué par des pairs dans le développement de l'hypothèse de l'hiver nucléaire, "Twilight at Noon" par Paul Crutzen et John Birks (1982), a été publié à la suite de cette intervention du KGB.

## Évaluations du renseignement occidental
Les agences de renseignement occidentales ont été plutôt sceptiques quant à l'étendue de l'influence soviétique ou communiste directe sur les organisations de paix non alignées. En 1967, un rapport de la CIA sur le mouvement de paix américain a observé que «le Parti communiste américain profite des activités anti-américaines des groupes de paix mais ne semble pas les inspirer ni les diriger».[réf. nécessaire] Après des manifestations contre des missiles de l'OTAN en Allemagne de l'Ouest en 1981, une enquête officielle a révélé des preuves indirectes mais aucune preuve absolue de l'implication du KGB. Les experts du renseignement occidentaux ont conclu que le mouvement en Europe à cette époque n'était probablement pas d'inspiration soviétique.
En 1983, le MI5 et le MI6 ont rendu compte au Premier ministre britannique Margaret Thatcher des contacts soviétiques avec le mouvement pour la paix, sur la base du témoignage de l'officier du KGB, Oleg Gordievsky. Selon l'histoire officielle de Christopher Andrew sur le MI5, les preuves de Gordievsky indiquaient qu'il y avait peu de contacts effectifs entre le KGB ou l'ambassade soviétique et le mouvement pour la paix.